# Willie Apiata
Bill Henry "Willie" Apiata, VC (Mangakino, 28 de junho de 1972) é um ex-cabo do Serviço Aéreo Especial da Nova Zelândia, que se tornou o primeiro destinatário da Cruz Vitória da Nova Zelândia. Ele recebeu o prêmio em 2 de julho de 2007 por bravura sob fogo durante a Guerra no Afeganistão em 2004, em que ele levou um companheiro ferido gravemente em um campo de batalha, sob fogo, para a segurança.
Apiata é o único destinatário da Cruz Vitória da Nova Zelândia, em oposição à Cruz Vitória do Reino Unido anteriormente premiada. Não há ganhadores vivos na Nova Zelândia da Cruz da Vitória, que foi concedida pela última vez a um neozelandês por ações na Segunda Guerra Mundial. Entre 1864 e 1943, 21 membros das forças da Nova Zelândia foram condecorados com a Cruz Vitória, incluindo o capitão Charles Upham, que recebeu um "Bar" em 1945, por bravura no Egito em 1942.
Apiata doou todas as suas medalhas, incluindo sua VC, para a Nova Zelândia. Em 2008, ele sucedeu Sir Edmund Hillary como o "neozelandês mais confiável".